# サーモンバーガー

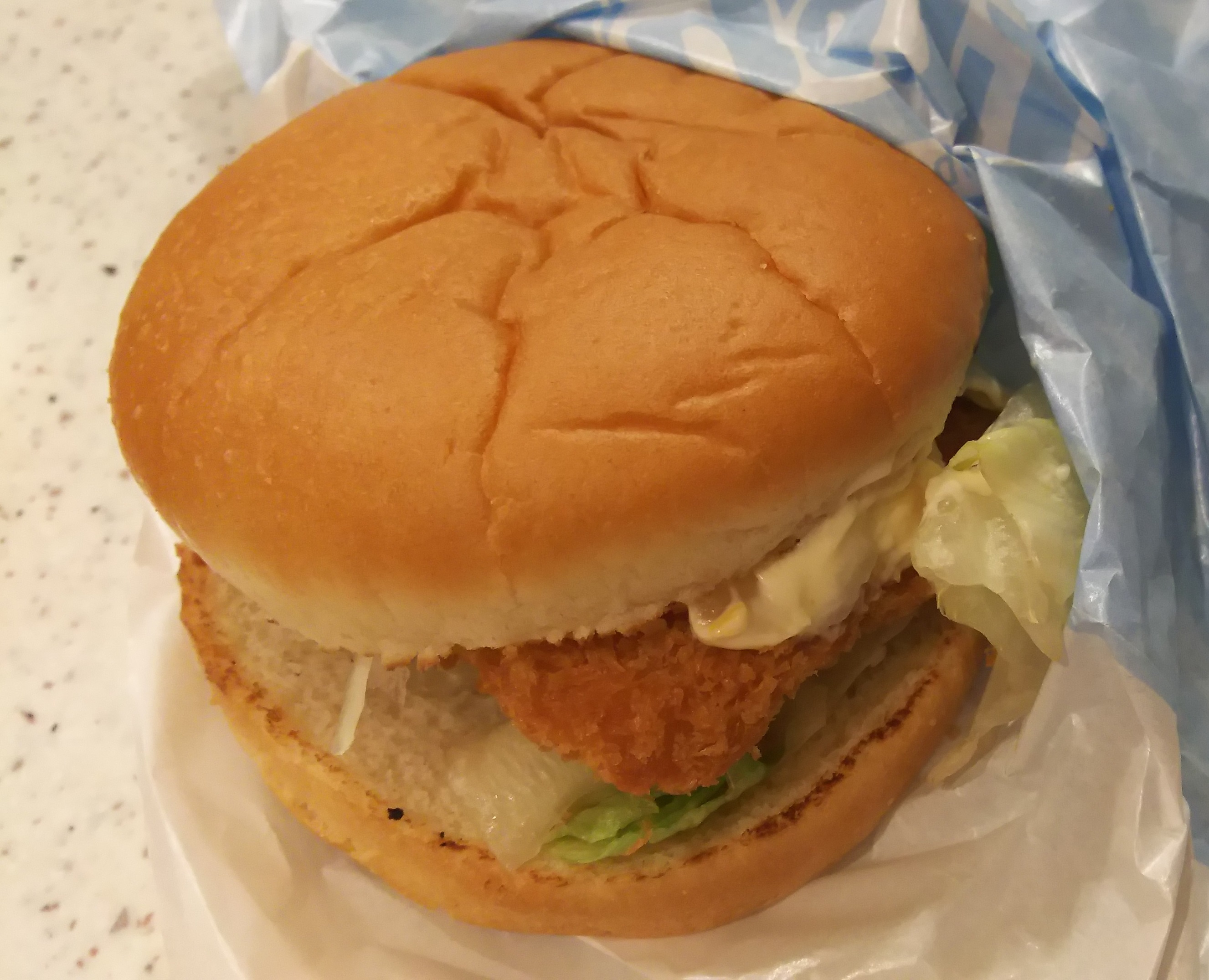
ロッテリアの秋鮭バーガー

サーモンバーガー（英語: salmon burger）は、ハンバーガーの1種で、主にサケを使用したフィッシュケーキをパンにはさんだもの。サケはパンに挟み込むためのつなぎを必要とし、よく乾燥させたものを使うと調理しやすい。サーモンバーガーはアメリカ合衆国のアラスカ州では牛肉のハンバーガーの代用品として日常的に供される。

## 日本のサーモンバーガー
日本では北海道野付郡別海町でご当地グルメとして「別海ジャンボサーモンバーガー」と称する大きな鮭フライをサンドしたハンバーガーを提供していたが、取扱店がなくなり休止中である。
ファーストフード店では、森永LOVEが1990年代に「鮭ライスバーガー」を販売していたほか、期間限定商品として日本マクドナルドが2001年に『サーモンマック・ムニエル風』を販売、モスバーガーが2012年に『サーモンカツバーガー カルボナーラソース仕立て』を販売、続いて2014年に『モスの朝ライスバーガー朝御膳「鮭」』を発売しサケのライスバーガーを提供、フレッシュネスバーガーでもエッグベネディクト風の「サーモンエッグバーガー」と「サーモンエッグチーズバーガー」を販売、ロッテリアが2017年に北海道産の秋鮭を使った「秋鮭バーガー」を販売した。